# أدولف يغر
أدولف يغر (31 مارس 1889 بهامبورغ في ألمانيا - 21 نوفمبر 1944 بهامبورغ في ألمانيا) هو لاعب كرة قدم ألماني في مركز الهجوم، شارك في الألعاب الأولمبية الصيفية 1912. وشارك مع منتخب ألمانيا لكرة القدم. أما مع النوادي، فقد لعب مع Altonaer FC von 1893 ‏ وSC Union 03 Altona ‏.

## وصلات خارجية
- أدولف يغر على موقع قاعدة بيانات كرة القدم.إي يو (الإنجليزية)
- أدولف يغر على موقع ناشيونال فوتبول تيمز (الإنجليزية)
- أدولف يغر على موقع عالم كرة القدم.نت (الإنجليزية)
- أدولف يغر على موقع أوليمبيديا (الإنجليزية)